# Lady Elliot Island
Lady Elliot Island è un'isola corallina che fa parte del gruppo Capricorn e Bunker. È la più meridionale ed è discosta dalle altre isole del gruppo. Si trova al largo della costa centrale del Queensland, in Australia. Appartiene alla Local government area della Regione di Gladstone e fa parte del Capricornia Cays National Park.

## Geografia
Lady Elliot Island si trova 135 km a sud-est di Gladstone e 85 km a nord-est di Bundaberg. L'isola ha un'area di 42 ha.

### Fauna
Lady Elliot Island è un importante habitat per la nidificazione delle tartarughe marine: tra novembre e marzo arrivano sulla spiaggia esemplari di tartaruga verde e di tartaruga comune per deporre un numero di uova compreso tra le 80 e le 120 unità e per più di nove volte durante la stagione.
L'isola si trova a nord di Hervey Bay, famosa zona di riproduzione delle balene, che si avvistano comunemente nelle acque intorno all'isola in inverno e all'inizio della primavera da giugno a ottobre.
Un'altissima diversità di specie di uccelli è presente sull'isola: una sottospecie di rallo bandecamoscio (Gallirallus philippensis mellori) e di occhialino dorsogrigio (Zosterops lateralis chlorocephalus),  la sula fosca, la fregata minore. Molte specie di sterne: sterna dalle redini, crestata, fuligginosa, nucanera, stolida nera e di Dougall. Il fetonte codarossa, il gabbiano australiano, la berta del Pacifico e la garzetta di Reef.

## Storia

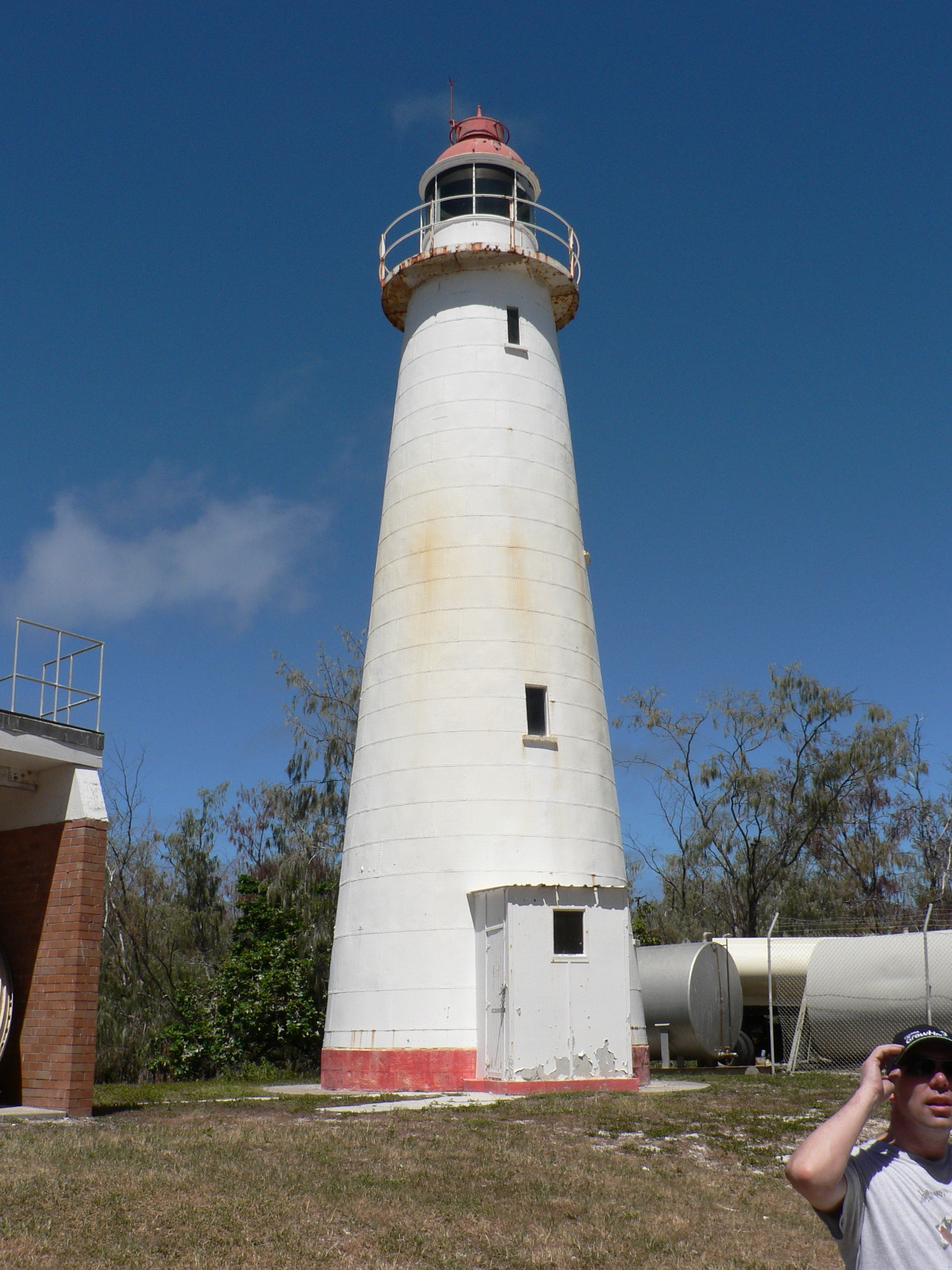
Il faro dell'isola

L'isola è stata ufficialmente scoperta e denominata nel 1816 dal capitano Thomas Stuart a bordo della nave Lady Elliot. La nave portava il nome dalla moglie di Sir Hugh Elliot, governatore coloniale dell'India.
Nel 1863 iniziò sull'isola l'estrazione del guano. L'operazione coinvolse la rimozione di tutti gli alberi. Nel 1873, l'estrazione di guano cessò, ma il danno alla vegetazione dell'isola fu assoluto. Solo nel 1966 fu intrapreso un programma di ripristino della vegetazione.
Nel 1873 fu costruito sull'isola un faro.

## Altri progetti

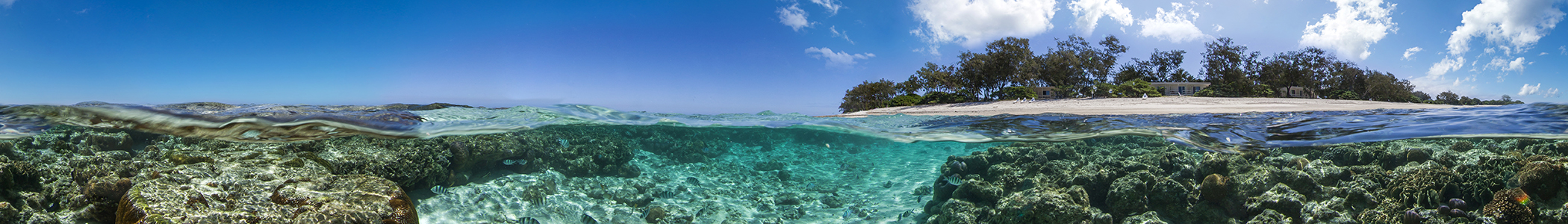